# RGB цветово пространство
RGB цветово пространство е всяко адитивно цветово пространство, основано на цветовия модел RGB. Той използва комбинацията от червена (R – Red), зелена (G – Green) и синя (B – Blue) светлини с различно яркостно съотношение за получаване на всеки цвят в спектъра. RGB моделът е най-близък до човешкото възприятие, тъй като в човешкото око има рецептори, реагиращи точно на тези цветове. Трите цвята се наричат адитивни (сумиращи) и при припокриване се получава бяло. Поради това цялостните характеристики на RGB цветовия модел включват и точка на белия баланс, както и крива за корекция на гамата. От 2007 г. към днешна дата sRGB (s – стандартно) е най-често използваното цветово пространство.

## Обяснение
RGB цветовото пространство може лесно да бъде разбрано, като се мисли за него като за „всички възможни цветове“, получени от смесването на червен, зелен и син цвят. Например нека осветим една бяла стена едновременно с три лампи: червена, зелена и синя, всяка с димиращ (регулиращ светлината) ключ. Ако свети само червената светлина, стената ще изглежда червена, ако свети само зелената – зелена. Ако светят едновременно червена и зелена светлина, стената ще изглежда жълта. При намаляването на силата на червената светлина, стената ще изглежда по-жълто-зелена. Ако се намали зелената светлина за сметка на червената, стената ще изглежда по-оранжева. Усилването на синята светлина ще намали наситеността на оранжевото и стената ще изглежда по-скоро бяла. Във всяка позиция на димиращите ключове ще се получава или нов цвят, или различна наситеност или и двете. Наборът от всички възможни резултати е палитрата (гамата), определена от тези три цветни лампи. Ако се смени червената лампа с лампа от друг производител, която е малко по-оранжева, гамата ще се промени, тъй като наборът от всички цветове, получени с трите светлини, ще се промени.
Един LCD дисплей може да се разглежда като мрежа от хиляди малки червени, зелени и сини лампи, всяка с димиращ ключ. Гамата на дисплея ще зависи от характеристиките на трите източника на светлина. Дисплей с широка цветова гама има много наситени, „чисти“ цветове.

## Приложения
RGB моделът е удобен за компютърна графика, защото човешкото зрение работи по подобен, макар и не съвсем идентичен начин. Най-често използваните RGB цветови пространства са sRGB (разработено от Хюлет-Пакард и Майкрософт) и Adobe RGB, разработено от Adobe (което е със значително по-голяма гама). От Adobe е разработено друго цветово пространство – Adobe Wide Gamut RGB (широка RGB гама), което е с още по-голям диапазон на гамата.
От 2007 г. към днешна дата, sRGB е най-често използваното RGB цветово пространство, конкретно в областта на потребителския клас цифрови фотоапарати, HD видеокамери и компютърните монитори. HD телевизорите използват подобно пространство, обикновено наричано 'Rec. 709', което има същите основни цветове като sRGB. sRGB пространството се счита за най-удобно за повечето потребителски приложения. Използването на едно и също цветово пространство от всички устройства е удобно, защото така не се налага изображенията да са конвертират от едно цветово пространство в друго преди да се покажат на дисплея. От друга страна, тесният диапазон на гамата на sRGB не включва много силно наситени цветове, които могат да се възпроизвеждат от принтерите или във филмите, затова sRGB не е подходящ за някои висококачествени приложения.
Широката гама на Adobe RGB е вградена в среден клас цифрови фотоапарати и е предпочитана от много професионални графици и дигитални художници, заради по-голямото ѝ покритие.

## Спецификации
RGB пространствата обикновено се специфицират като се определят три основни цвята и бяла точка. В таблицата по-долу са дадени трите основни цвята и точки за баланс на бялото на различни RGB цветови пространства. Основните цветове се определят по техните (x,y) координати (точки от цветовото пространство CIE 1931).
| Цветово пространство                                        | Гама                            | Точка за баланс на бялото | Основни цветове | Основни цветове | Основни цветове | Основни цветове | Основни цветове | Основни цветове |
| Цветово пространство                                        | Гама                            | Точка за баланс на бялото | Червено         | Червено         | Зелено          | Зелено          | Синьо           | Синьо           |
| Цветово пространство                                        | Гама                            | Точка за баланс на бялото | xR              | yR              | xG              | yG              | xB              | yB              |
| ----------------------------------------------------------- | ------------------------------- | ------------------------- | --------------- | --------------- | --------------- | --------------- | --------------- | --------------- |
| ISO RGB                                                     | Ограничена (Limited)            | подвижна                  | подвижни        | подвижни        | подвижни        | подвижни        | подвижни        | подвижни        |
| Разширено ISO RGB                                           | Безгранична (Unlimited; signed) | подвижна                  | подвижни        | подвижни        | подвижни        | подвижни        | подвижни        | подвижни        |
| scRGB                                                       | Безгранична (Unlimited; signed) | D65                       | 0.64            | 0.33            | 0.30            | 0.60            | 0.15            | 0.06            |
| sRGB, HDTV (ITU-R BT.709)                                   | CRT                             | D65                       | 0.64            | 0.33            | 0.30            | 0.60            | 0.15            | 0.06            |
| Adobe RGB 98                                                | CRT                             | D65                       | 0.64            | 0.33            | 0.21            | 0.71            | 0.15            | 0.06            |
| PAL/SECAM (1970) (EBU Tech. 3213, ITU-R BT.470 System B, G) | CRT                             | D65                       | 0.64            | 0.33            | 0.29            | 0.60            | 0.15            | 0.06            |
| NTSC (1987) (SMPTE RP 145 „SMPTE C“, SMPTE 170M)            | CRT                             | D65                       | 0.63            | 0.34            | 0.31            | 0.595           | 0.155           | 0.07            |
| Japanese NTSC (1987)                                        | CRT                             | D93                       | 0.63            | 0.34            | 0.31            | 0.595           | 0.155           | 0.07            |
| Apple RGB                                                   | CRT                             | D65                       | 0.625           | 0.34            | 0.28            | 0.595           | 0.155           | 0.07            |
| NTSC (1953) (FCC 1953, ITU-R BT.470 System M)               | CRT                             | C                         | 0.67            | 0.33            | 0.21            | 0.71            | 0.14            | 0.08            |
| DCI-P3 (2010) (SMPTE EG 432 – 1, RP 431 – 2)                | Широка (Wide)                   | D65                       | 0.680           | 0.320           | 0.265           | 0.690           | 0.150           | 0.060           |
| UHDTV (ITU-R BT.2020, BT.2100)                              | Широка (Wide)                   | D65                       | 0.708           | 0.292           | 0.170           | 0.797           | 0.131           | 0.046           |
| Adobe Wide Gamut RGB                                        | Широка (Wide)                   | D50                       | 0.735           | 0.265           | 0.115           | 0.826           | 0.157           | 0.018           |
| ROMM RGB ProPhoto RGB                                       | Широка (Wide)                   | D50                       | 0.7347          | 0.2653          | 0.1596          | 0.8404          | 0.0366          | 0.0001          |
| CIE (1931) RGB                                              | Широка (Wide)                   | E                         | 0.7347          | 0.2653          | 0.2738          | 0.7174          | 0.1666          | 0.0089          |
| CIE XYZ (not RGB)                                           | Безгранична (Unlimited)         | E                         | 1               | 0               | 0               | 1               | 0               | 0               |

Стандартът на цветовото пространство CIE 1931 дефинира и CIE RGB цветовото пространство, което е RGB цветово пространство с монохроматични основни цветове, и CIE XYZ цветовото пространство, което действа като RGB цветовото пространство, с единствената разлика, че то има нефизически основни цветове, които не могат да се нарекат червено, зелено и синьо.